# 狂猿
『狂猿』（きょうえん、英題：KYO-EN The DOCUMENTARY OF A MAN WHO SHINES IN BLOOD）は、川口潤監督の日本映画。2021年5月28日公開。キャッチコピーは「生きて帰るまでがデスマッチ」。

## 概要
デスマッチファイター・葛西純を追ったドキュメンタリー映画。プロレスの中でも反則なし、凶器ありというデスマッチルールを主戦場とし、熱狂的ファンを持つ葛西純の欠場から復帰までの軌跡を追う。子煩悩でも知られる葛西のプライベートや、過酷なリングの舞台裏、さらには過去の歴戦のライバルたちのインタビュー、証言を加え、コロナ禍で苦しみながら、復帰への模索模様を映し出していく。
企画はスペースシャワーネットワーク。プロデューサーの佐藤優子はデスマッチ、ひいてはプロレスを知らない人に届いてほしいと主に音楽ドキュメンタリーを手掛ける川口潤を監督に指名。川口はデスマッチ知識はゼロであり、「なんで俺なんだろう?」と思ったというが、「撮り出したら共感できるところばかりで、きっとそういう運命だった」と述べている。葛西は当初企画に抵抗を感じていたが、監督から意図を説明され承諾した。PG12指定。

## あらすじ
1998年にデビューし、クレイジー・モンキーの愛称で戦うデスマッチのカリスマ、葛西純。戦場は割れた蛍光灯、カミソリボード、ガラスの飛び散ったリングと、まさにスーサイダルな試合を重ね体に無数の傷を負う。しかしそんな歴戦のファイターも体は限界を迎え、腰椎椎間板と頚椎椎間板ヘルニアの併発により2019年12月から長期欠場に入る。悶々とする治療期間。そして検査を受け医師からお墨付きをもらうのだが、取り戻せない気力。さらには新型コロナウイルスという未曾有の事態がプロレス界にも襲いかかる。

## 出演者
- 葛西純
- 佐々木貴
- 藤田ミノル
- 本間朋晃
- 伊東竜二
- ダニー・ハボック
- 竹田誠志
- 杉浦透
- 佐久田俊行
- 登坂栄児
- 松永光弘

## スタッフ
- 監督：川口潤
- 企画：佐藤優子
- 撮影：川口潤、大矢大介、鳥居洋介、村尾照忠
- 録音：川口潤
- 編集：川口潤、築地亮佑
- MA：三留雄也
- 写真撮影：岸田哲平、中河原理英
- Art Work：BLACK BELT JONES DC
- 写真撮影：岸田哲平、中河原理英
- 制作：アイランドフィルムズ
- 企画：佐藤優子
- 製作：葛西純映画製作プロジェクト（スペースシャワーネットワーク+ポニーキャニオン+プロレスリングFREEDOMS）
- 配給：SPACE SHOWER FILMS